# معتمدية طبربة
معتمدية طبربة إحدى معتمديات الجمهورية التونسية، تابعة لولاية منوبة.